# Parafia św. Franciszka z Asyżu w Brzezinach Łódzkich
Parafia św. Franciszka z Asyżu w Brzezinach – parafia rzymskokatolicka znajdująca się w archidiecezji łódzkiej w dekanacie brzezińskim.
Kościół, wzniesiony na miejscu poprzedniego staraniem Adama Lasockiego i jego żony Teofili, konsekrował sufragan włocławski Andrzej Albinowski 28 sierpnia 1700 roku, zniszczony w 1945 przez hitlerowców, odbudowany w latach 1947–1952. Mieści się przy ulicy Reformackiej.